# Friedrich Scharff
Friedrich Scharff (* 16. September 1845 in Hof (Saale); † 12. Februar 1918 in Rothenburg ob der Tauber) war ein deutscher Jurist und Politiker. Er war 1878–1880 Bürgermeister von Erlangen.

## Leben
Als Sohn eines Stadtsekretärs geboren, studierte Scharff nach dem Besuch des Gymnasiums Rechtswissenschaften in Erlangen. Während seines Studiums wurde er 1864 Mitglied der Burschenschaft Germania Erlangen. Nach seinem Abschluss arbeitete er von 1872 bis 1874 als Rechtsanwalt in Hof und war dann Polizeikommissar und Amtsanwalt in Augsburg, bevor er 1878 Erster Bürgermeister von Erlangen wurde. 1880 wurde er Amtsassessor in Rehau, dann Bezirksamtmann in Wunsiedel.